# Out of the Blue (álbum de Debbie Gibson)
Out of the Blue é o primeiro álbum de estúdio da cantora e compositora norte-americana Debbie Gibson, lançado em 18 de agosto de 1987, pela Atlantic Records. O álbum recebeu críticas favoráveis dos críticos musicais e vendeu mais de três milhões de cópias nos Estados Unidos (três vezes disco de platina pela RIAA) e cinco milhões de cópias em todo o mundo.

## Precedentes
Gibson escreveu todas as dez músicas deste álbum, os 16 anos.

## Desempenho
Out of the Blue alcançou a 7ª posição na Billboard 200 e a 26ª posição na UK Albums Chart. "Foolish Beat", lançada como o quarto single, chegou ao numero 1 da Billboard Hot 100 em 25 de junho de 1988, dando a Gibson o recorde de pessoa mais jovem a escrever, produzir e apresentar um single número um sozinha, aos 17 anos.

## Faixas
| Lado A         |                     |                  |         |  |
| N.º            | Título              | Produtor(es)     | Duração |  |
| 1.             | "Out of the Blue"   | Zarr Gibson      | 3:55    |  |
| 2.             | "Staying Together"  | Zarr Gibson      | 4:07    |  |
| 3.             | "Only in My Dreams" | Zarr             | 3:54    |  |
| 4.             | "Foolish Beat"      | Gibson           | 4:25    |  |
| 5.             | "Red Hot"           | Morales Munzibai | 3:54    |  |
| Duração total: | Duração total:      | Duração total:   | 20:16   |  |

| Lado B         |                     |                  |         |  |
| N.º            | Título              | Produtor(es)     | Duração |  |
| 6.             | "Wake Up to Love"   | Zarr Gibson      | 3:42    |  |
| 7.             | "Shake Your Love"   | Zarr             | 3:44    |  |
| 8.             | "Fallen Angel"      | Zarr             | 3:43    |  |
| 9.             | "Play the Field"    | Martineé         | 4:37    |  |
| 10.            | "Between the Lines" | Morales Munzibai | 4:42    |  |
| Duração total: | Duração total:      | Duração total:   | 20:32   |  |

## Referencias
1. ↑  Out of the Blue by Debbie Gibson on Apple Music (em inglês), 18 de agosto de 1987, consultado em 5 de fevereiro de 2024
2. ↑  «Happy 30th: Debbie Gibson, Out of the Blue». Rhino Entertainment
3. ↑  Vinyl, Music On. «DEBBIE GIBSON - OUT OF THE BLUE - Music On Vinyl». www.musiconvinyl.com (em inglês). Consultado em 5 de fevereiro de 2024
4. ↑  Hunt, Dennis (9 de dezembro de 1990). «POP MUSIC : 10 QUESTIONS : Debbie Gibson». Los Angeles Times (em inglês). Consultado em 5 de fevereiro de 2024
5. ↑  Jessalyn, Blossom Meghan, ed. (2012). Out of the Blue. [S.l.]: Sess Press